# Adolphe Sagbo
Adolphe Sagbo (* 3. September 1953 in Tahoua) ist ein nigrischer Unternehmer und Politiker.

## Leben
Adolphe Sagbo besuchte die Grundschule und das Collège d’enseignement général (CEG) in seiner Geburtsstadt Tahoua, gefolgt von einer Ausbildung am Lycée Technique Dan Kassawa in Maradi und an der Zentralschule für Industrie, Handel und Verwaltung in Bamako. Er leitet seit 1986 das Unternehmen Groupe ABC und ist Gründungsmitglied der nigrischen Organisation der Fachleute für Bauwesen und öffentliche Arbeiten (ONP/BTP) und der Föderation der Arbeitgeberorganisationen Nigers (FOP-NIGER).
Sagbo gehörte der Nationalkonferenz von 1991 an, die den Übergang Nigers zu einem Mehrparteiensystem begleitete. Im Jahr 2000 gehörte er zu den Gründern der Sozialistischen Partei Imani (PS Imani) und wurde deren Generalsekretär. Er war Abgeordneter im Nationalen Konsultativrat, dem Übergangsparlament von 2010. Er wirkte zudem als Mitglied des staatlichen Wirtschafts-, Sozial- und Kulturrates (CESOC). Bei den Präsidentschaftswahlen von 2020 erzielte Sagbo als Kandidat des PS Imani 0,36 % der Stimmen und wurde 25. von 30 Kandidaten.

## Ehrungen
- Ritterkreuz des Verdienstordens Nigers (1986)[1]